# Germán Morales Patiño
Germán Morales Patiño (Bogotá, Colombia; 27 de diciembre de 1958) es un exfutbolista, director técnico y economista colombiano nacionalizado español. Es reconocido por su etapa como jugador en Millonarios en donde disputó 256 partidos anotando 8 goles. Actualmente dirige al EMF La Cabrera de España.
En su etapa como entrenador emigró a España a finales de la década de los 90's allí se graduó como DT y dirigió hasta 2013 a varios clubes de las Divisiones regionales de fútbol de España, especialmente en las (divisiones de Cataluña). A su regreso a Colombia trabajo en las filiales del Parma y el Udinese italianos en Barranquilla. Posteriormente dirigió en la segunda división al Bogotá FC. Más recientemente sería durante cuatro temporadas el director deportivo de las Divisiones menores de Millonarios.

## Formación académica
Paralelamente a sus inicios como futbolista profesional Germán estudio la carrera de economía en la Universidad Católica de Colombia. Además, posee el título de entrenador de fútbol de la Real Federación Española de Fútbol y la licencia Pro de la Conmebol.

## Clubes

### Como jugador
| Club              | País     | Año         |
| ----------------- | -------- | ----------- |
| Millonarios       | Colombia | 1980 - 1985 |
| Atlético Nacional | Colombia | 1986        |
| Santa Fe          | Colombia | 1987 - 1990 |

### Como director deportivo
| Club                              | País     | Año         |
| --------------------------------- | -------- | ----------- |
| Parma (filial Barranquilla)       | Colombia | 2015        |
| Udinese (filial Barranquilla)     | Colombia | 2016        |
| Divisiones menores de Millonarios | Colombia | 2017 - 2020 |

### Como entrenador
| Club           | Div.             | País     | Año           |
| -------------- | ---------------- | -------- | ------------- |
| Gramenet       | Infantil B       | España   | 2000 - 2001   |
| Arrabal        | Juvenil A        | España   | 2001 - 2002   |
| Penya Anguera  | Cadete A         | España   | 2002 - 2003   |
| Vilanova       | Juvenil A        | España   | 2003 - 2004   |
| Sant Andreu    | Tercera División | España   | 2004 - 2005   |
| Jùnior FC      | Primera Regional | España   | 2005 - 2006   |
| Montornès      | Tercera Regional | España   | 2007 - 2008   |
| Sant Ildefons  | Juvenil A        | España   | 2009 - 2010   |
| Gavà           | Tercera División | España   | 2010 - 2012   |
| Bogotá FC      | Segunda División | Colombia | 2013 - 2014   |
| EMF La Cabrera | Cadete A         | España   | 2021-presente |

## Estadistícas como jugador
| Club               | Partidos | Goles |
| ------------------ | -------- | ----- |
| Millonarios        | 256      | 8     |
| Atlético Nacional  | ?        | ?     |
| Santa Fe           | ?        | ?     |
| Selección Colombia | 12       | 0     |
| Consolidado total  | +268     | 8     |

## Estadísticas como entrenador
| Equipo    | Div.  | Desde                    | Hasta                 | Partidos | Partidos | Partidos | Partidos |
| PJ        | PG    | PE                       | PP                    |          |          |          |          |
| --------- | ----- | ------------------------ | --------------------- | -------- | -------- | -------- | -------- |
| Bogotá FC | 2.ª   | 12 de septiembre de 2013 | 26 de febrero de 2014 | 13       | 6        | 1        | 6        |
| Total     | Total | Total                    | Total                 | --       | --       | --       | --       |

## Palmarés
- Campeón 2002-03 con Penya Anguera.
- Campeón 2003-04 con Vilanova.
- Campeón 2007-08 con Montornès.
- Campeón 2008-09 con Sant Ildefons.
- Campeón Super Copa Juvenil 2019 con las Divisiones menores de Millonarios.
- Campeón 2021-22 con EMF La Cabrera de Cadete B.